# Nannobisium mollis
Espèce
Synonymes
- Vescichitra mollis Hoff, 1964

Nannobisium mollis est une espèce de pseudoscorpions de la famille des Syarinidae.

## Distribution
Cette espèce est endémique de Jamaïque.

## Systématique et taxinomie
Cette espèce a été décrite sous le protonyme Vescichitra mollis par Hoff en 1964. Elle est placée dans le genre Nannobisium par Mahnert en 1979.

## Publication originale
- Hoff, 1964 : The pseudoscorpions of Jamaica. Part 3. The suborder Diplosphyronida. Bulletin of the Institute of Jamaica, Science Series, vol. 10, no 3, p. 1-47.